# Óriásrebarbara

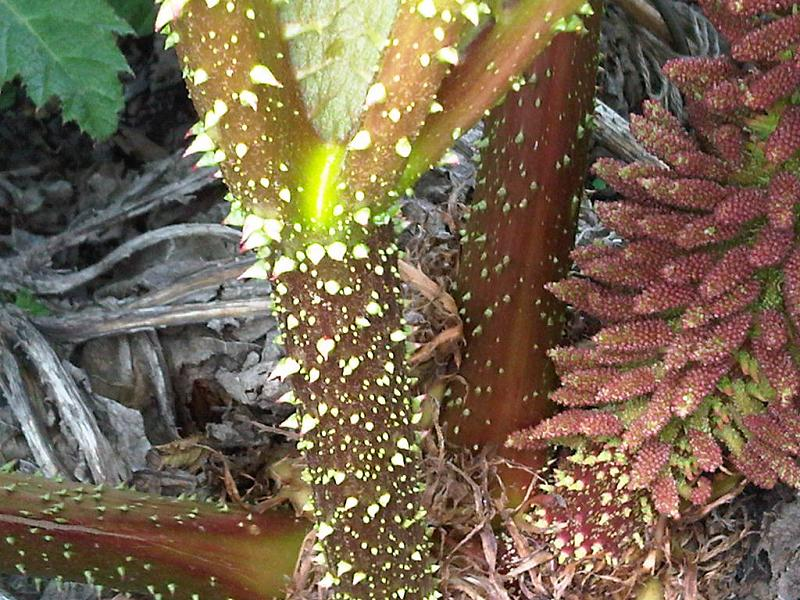
Tüskés szára

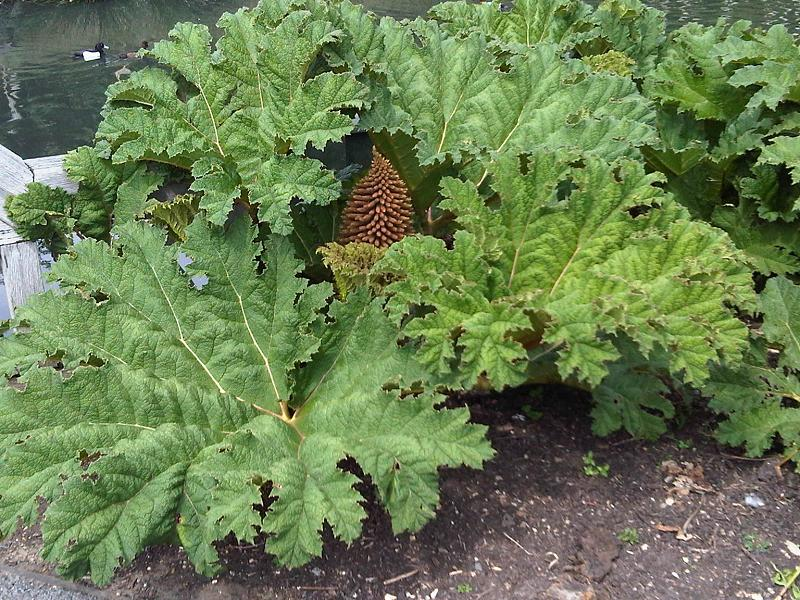
Nagy levelei; köztük a virágzat

Az óriásrebarbara (Gunnera tinctoria) az óriáslapu-virágúak (Gunnerales) rendjébe és a óriáslapufélék (Gunneraceae) családjába tartozó faj.

## Előfordulása
Az óriásrebarbara Dél-Chile és a szomszédos Argentína területén őshonos évelő növény. Dísz- és ehető növényként a világ számos részére betelepítették, például Új-Zélandra és Írországba, de az ottani kertekből „elmenekülve”, hamarosan inváziós fajjá változott.

## Megjelenése
A növény óriási méretűre képes megnőni. A levelek 2,5 méter magasak is lehetnek. Az óriás, 1 méter magas virágzatának tövét és a levelek szárát tüskék borítják. A kúp alakú virágzat tavasztól kora nyárig nyílik, és sok kis virágból tevődik össze. A termése narancssárga. Egy makkocskában 80 000, míg egy növényen 250 000 mag lehet.

## Inváziós fajként
Új-Zélandon az óriásrebarbara gyomnövényként tekintett. Az Északi-szigeten, a Taranaki régióban ez a növény meghódította a folyóvölgyeket, a tengerparti sziklákat és az erdőszéleket. Az óriásrebarbara a biológiai biztonsággal kapcsolatos új-zélandi törvény szerint növényi kártevőnek minősül, szándékos szaporítása, terjesztése, árusítása vagy eladásra felajánlása bűncselekmény.
Írországban az óriásrebarbara az Achill-szigeten, a Corraun-félszigeten és a Mayo megyében a legelterjedtebb. Hatalmas leveleinek árnyéka sok helyet eltakar, és ez meggátolja az egyéb növények kihajtását és növekedését.
E növényt csak úgy lehet kiirtani, ha eltávolítják az óriásrebarbara összes részét arról a helyről. A gyomnövény irtó szerek használata ajánlott.

## Felhasználása
Az óriásrebarbara levélnyeleit, az emberek, Dél-Chilétől Argentínáig eszik. A növény e részét magára, salátákban, likőrökben és marmaládéként lehet fogyasztani. Leveleit a curanto nevű chilei hagyományos ételnél használják fel.

## Rokon fajok
Az óriásrebarbara legközelebbi rokona a brazíliai Gunnera manicata.

## Képek

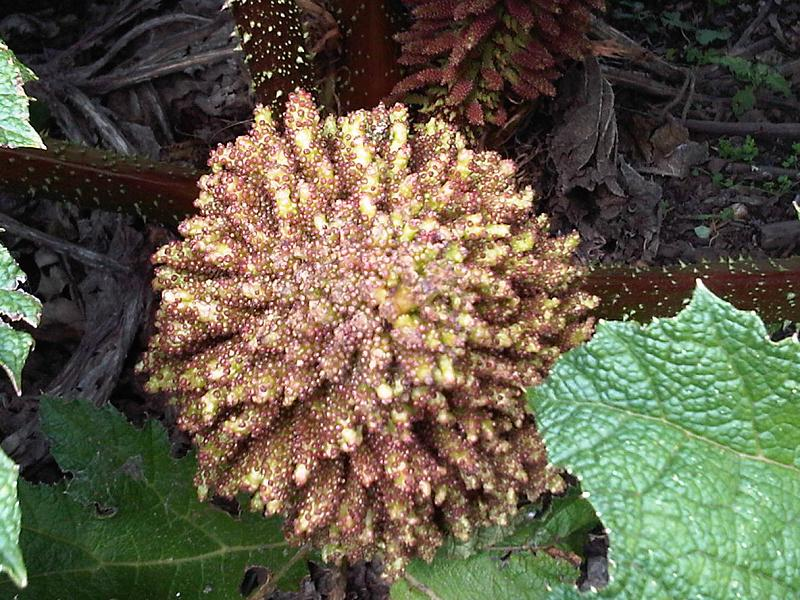
Virágzata felülről és
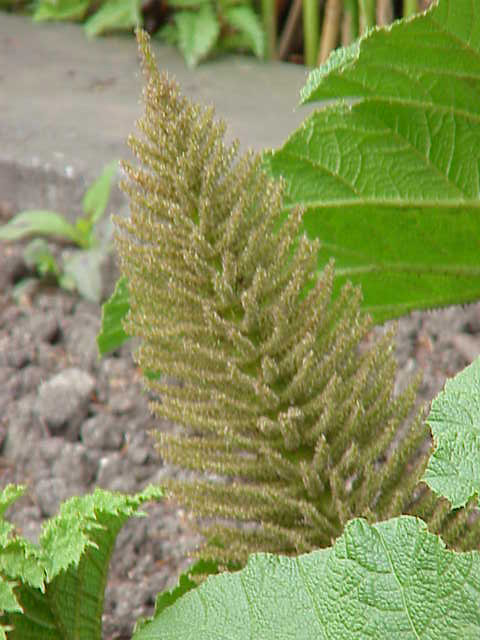
virágzata oldalról
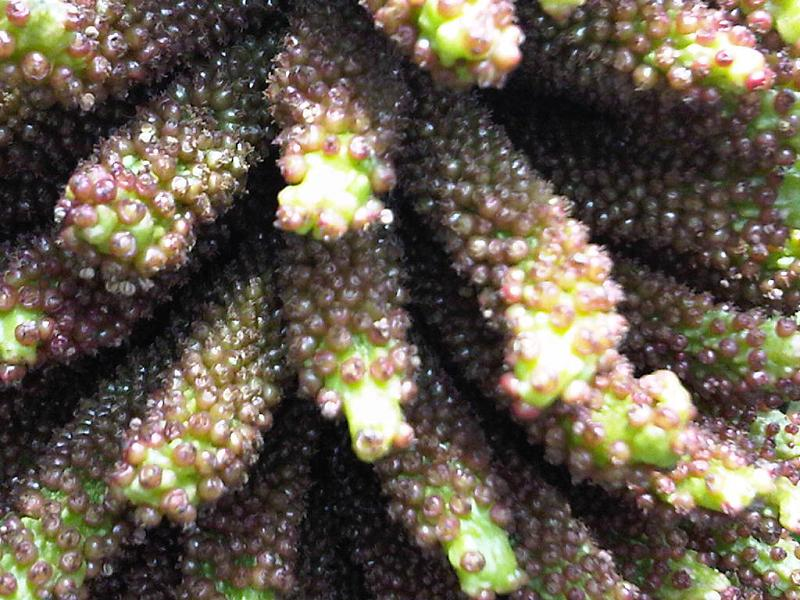
A virágzatot alkotó sok apró virág
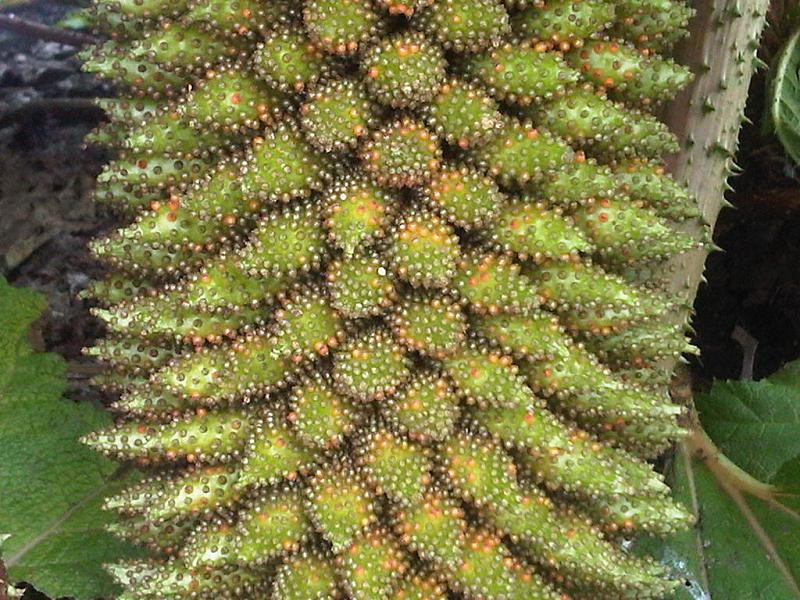
Virágzata megérve
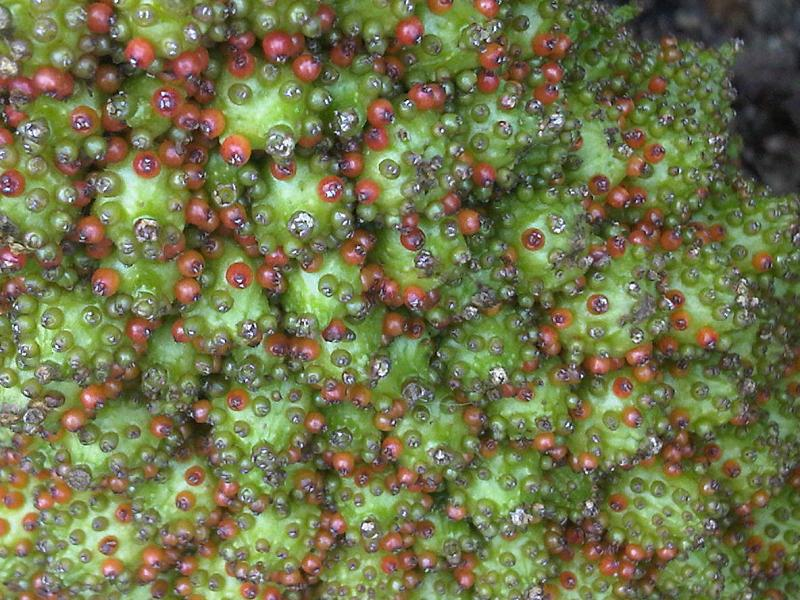
Makkocskái közelről
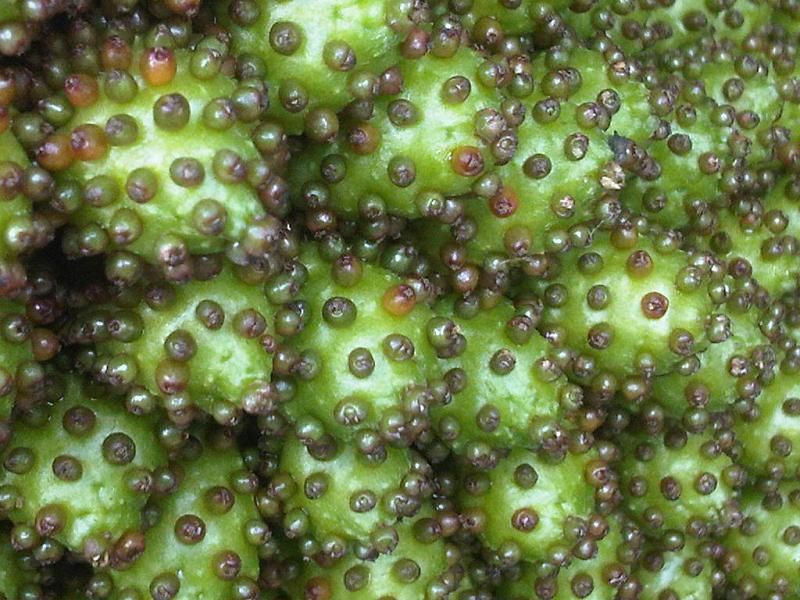
és közelebbről
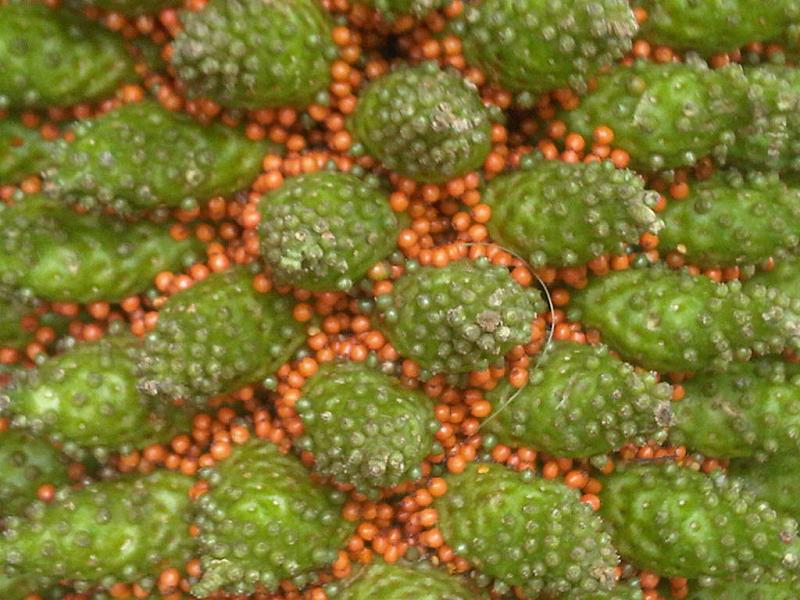
Egészen jól látszanak a magok
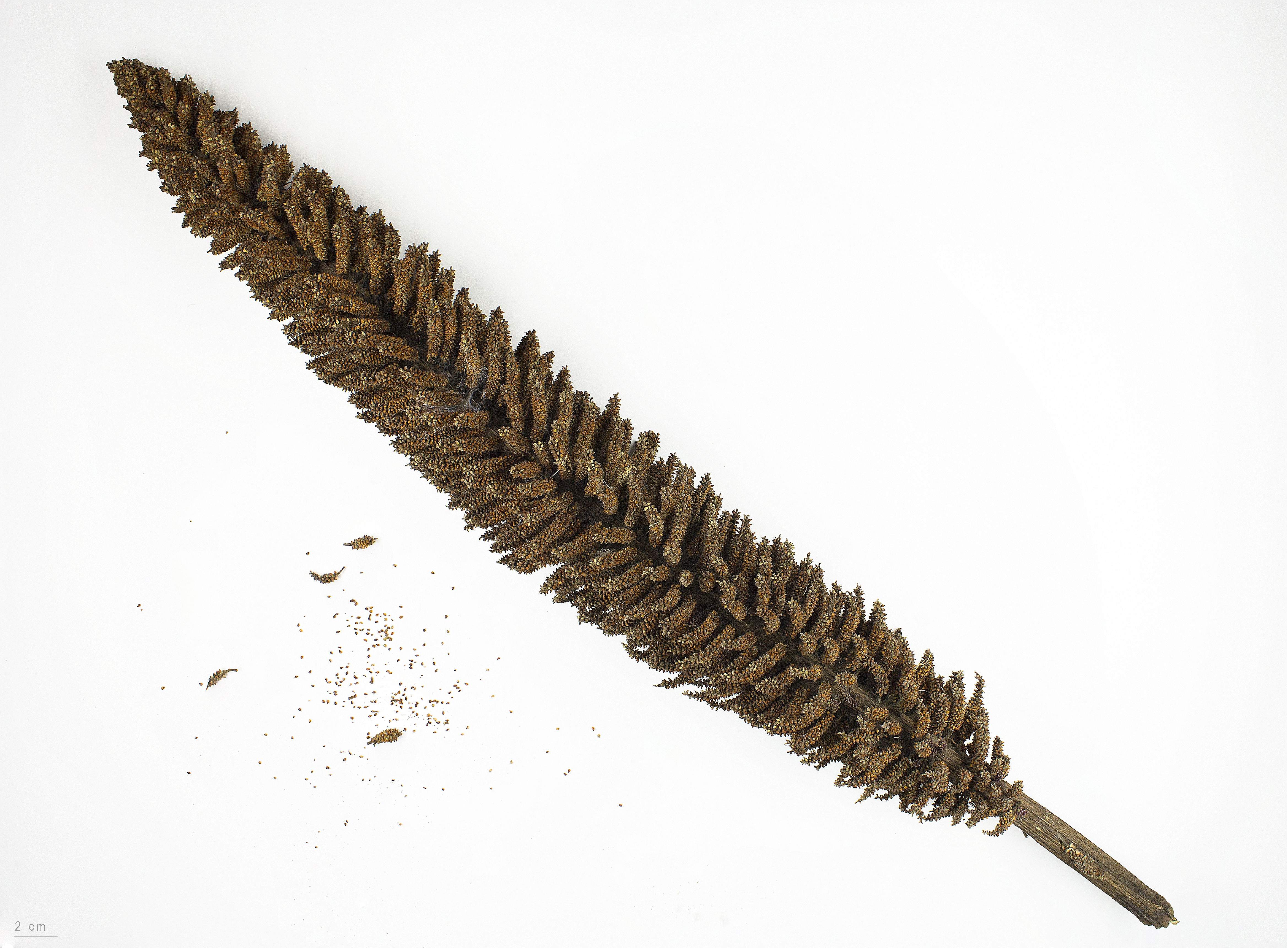
Termése és magvai egy múzeumban
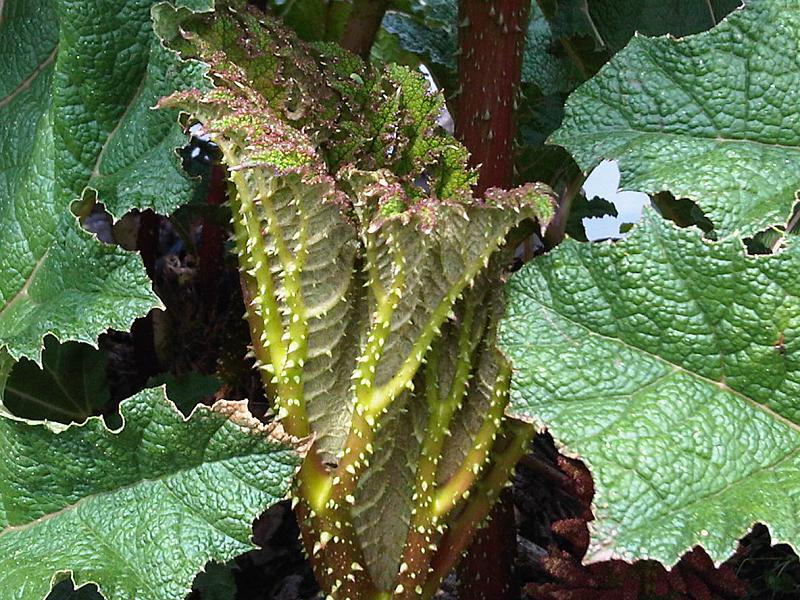
Tüskék a levél fonákján és szárán
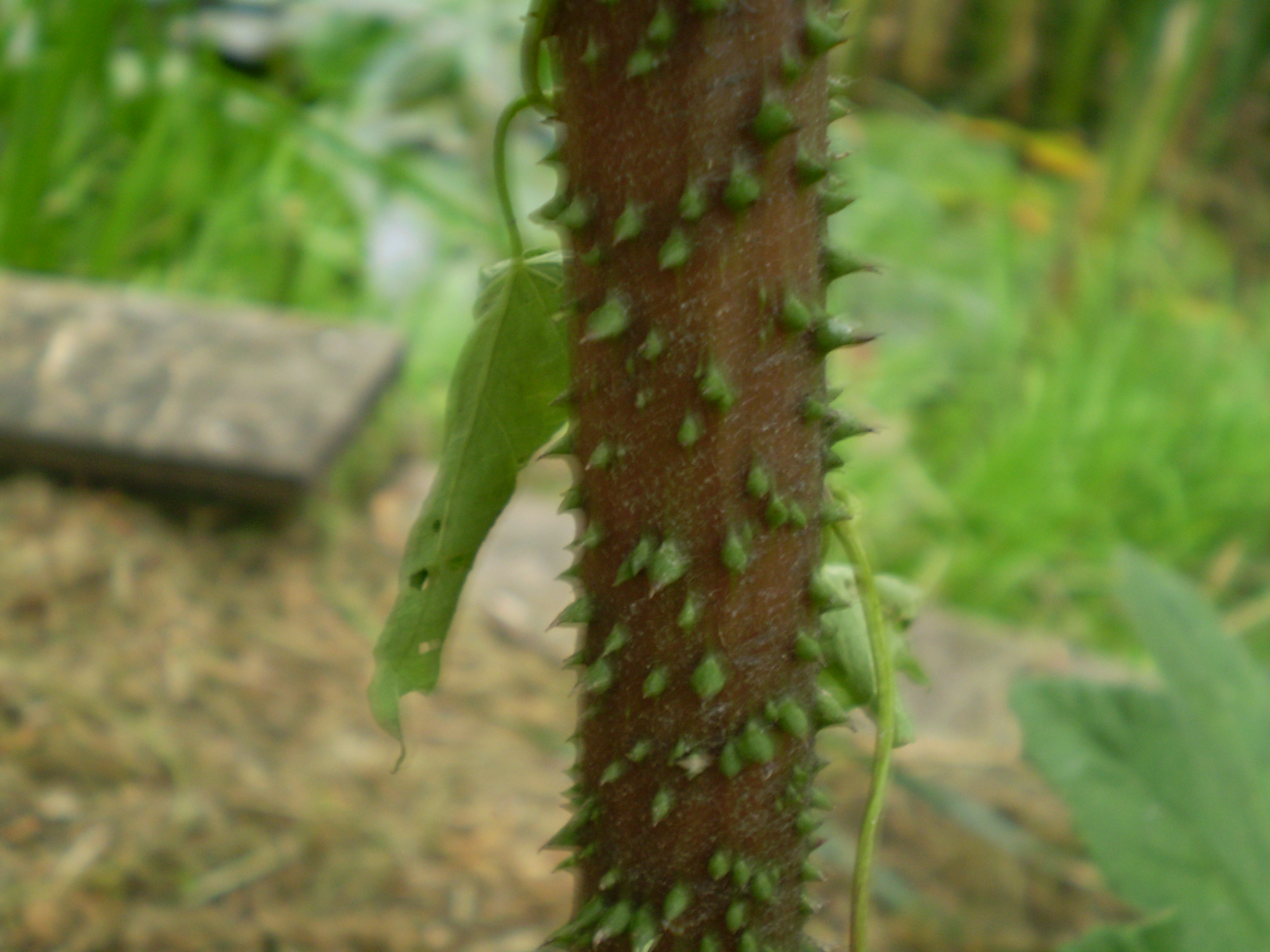
Tüskés szára
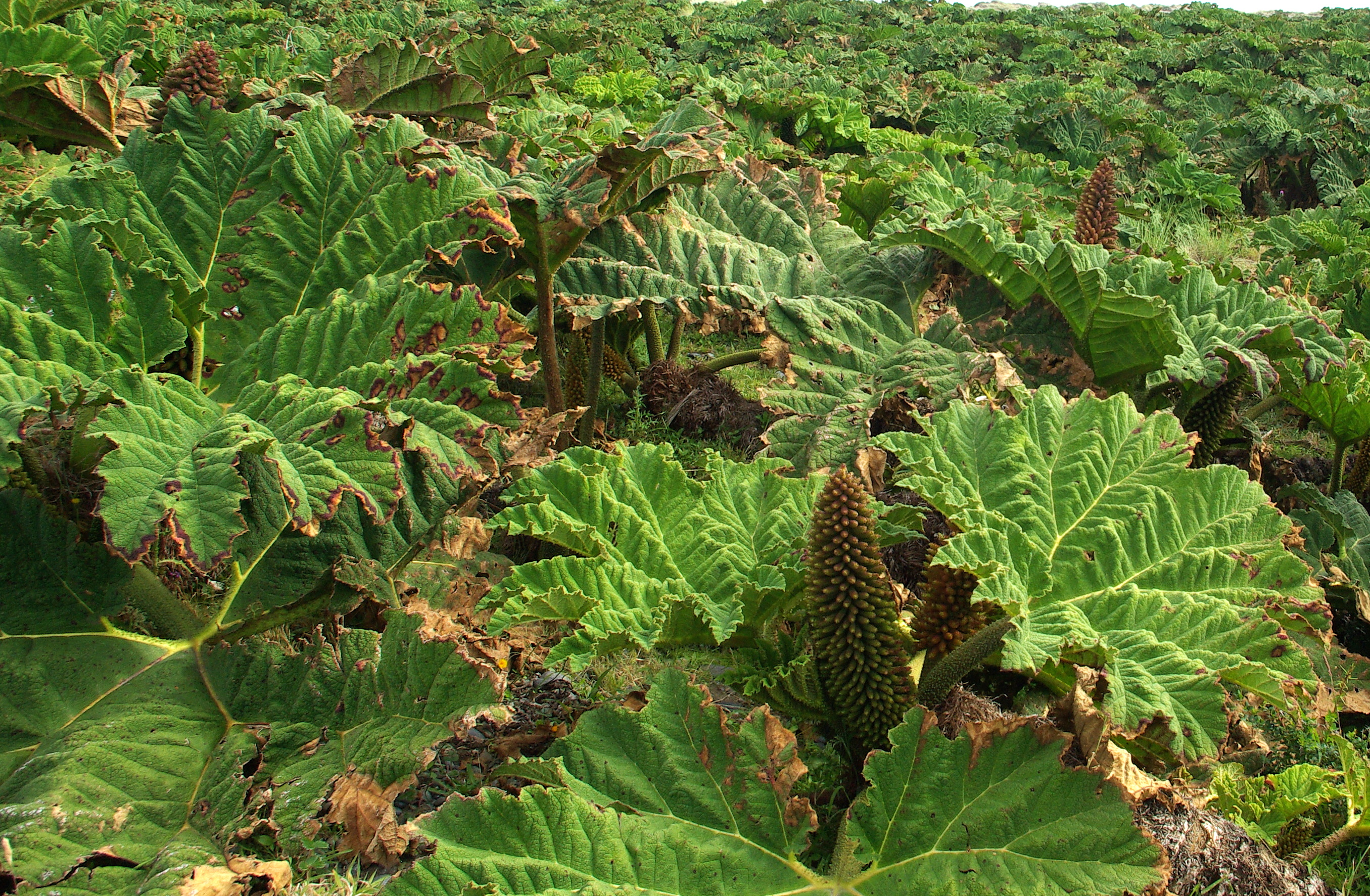
Telepe
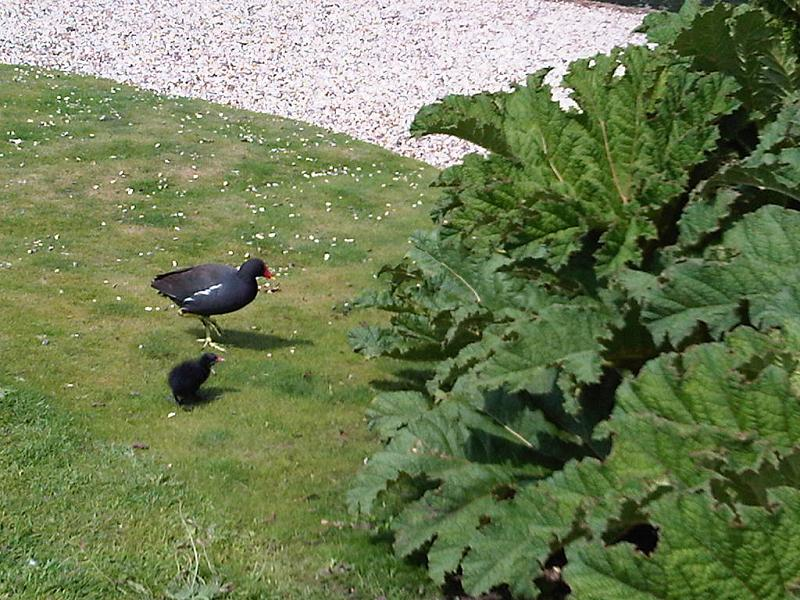
Vízityúk (Gallinula chloropus) fiókával; méret összehasonlításnak

## Fordítás
- Ez a szócikk részben vagy egészben  a   Gunnera tinctoria című angol Wikipédia-szócikk fordításán alapul.  Az eredeti cikk szerkesztőit annak laptörténete sorolja fel. Ez a jelzés csupán a megfogalmazás eredetét és a szerzői jogokat jelzi, nem szolgál a cikkben szereplő információk forrásmegjelöléseként.